# Семаглутид
Семаглути́д — лекарственное средство, агонист рецептора глюкагоноподобного пептида-1 (аГПП-1), применяемый при лечении сахарного диабета 2 типа и ожирения.
Препарат входит в перечень ЖНВЛП.

## Описание
Структура семаглутида на 94 % гомологична глюкагоноподобному пептиду-1 человека (GLP-1), и этот препарат является агонистом его рецептора.
В сравнении с GLP-1 в молекуле семаглутида сделаны модификации, удлиняющие время его действия:
- с целью воспрепятствовать разрушению молекулы лекарства ферментом дипептидилпептидазой-4 замещена аминокислота аланин в положении 8 на α-аминоизомасляную кислоту[2];
- для усиления связывания с альбумином ацилирована аминокислота лизин в основной части пептида и в положении 26 прикреплена С18-жирная кислота[1];
- чтобы воспрепятствовать ошибочному присоединению С18-двухосновной жирной кислоты (на ненужном участке пептида) произведена аминокислотная замена лизина на аргинин в положении 34[1].

Аналогом семаглутида является лираглутид. На 2019 год доступны и другие агонисты ГПП-1: эксенатид, ликсисенатид, дулаглутид и албиглутид, все они за исключением албиглутида зарегистрированы в России.

## История
Семаглутид разработан в 2012 году в компании Novo Nordisk, выпущен на рынок под торговой маркой Ozempic.
Первоначально компания-производитель позиционировала семаглутид как средство для лечения сахарного диабета. Клинические исследования такого применения этого препарата были завершены в 2016 году.
В 2017 году группа учёных из Лидского университета заявила о возможной эффективности семаглутида при лечении ожирения.
Семаглутид одобрен в США в декабре 2017 года.
В Европейском союзе препарат допущен на рынок 8 февраля 2018 года. 
В 2019 году Novo Nordisk получила разрешение FDA и выпустила на рынок таблетированную пероральную форму семаглутида под торговым наименованием Rybelsus, этот препарат стал первым в мире пероральным агонистом рецептора ГПП-1, затем в апреле 2020 года разрешение на его применение выдало Европейское агентство по лекарственным препаратам (EMA), а в апреле 2021 года «Ребелсас» получил регистрацию в России.
Пероральный семаглутид, продаваемый под торговой маркой Rybelsus (Ребелсас), стал первым пероральным агонистом GPL-1.
В 2021 году Novo Nordisk выпустила на рынок ещё один препарат семаглутида, предназначенный для длительного применения при лечении ожирения — Wegovy. Этот препарат получил разрешение FDA в июне 2021 года, ЕMA — в январе 2022 года.
Ажиотаж вокруг «Оземпика» и «Вегови» был таким большим, что из-за роста их продаж в 2023 году укрепился курс датской кроны, а национальный регулятор снизил ключевую ставку.

### В России
В России семаглутид зарегистрирован в августе 2019 года под торговой маркой «Оземпик», в апреле 2021 года в России получил регистрацию «Ребелсас».
В декабре 2021 года семаглутид включен в российский Перечень жизненно необходимых и важнейших лекарственных препаратов Минздравом РФ.
В 2022 году продажи «Оземпика» в России составили 2,8 миллиарда рублей.
В марте 2023 года Novo Nordisk прекратила поставки «Оземпика» в Россию.
В октябре 2023 года в России был зарегистрирован аналог препарата «Оземпик» под брендом «Семавик».
Правительство РФ выдало «принудительную лицензию» на препарат семаглутида с торговой маркой «Семавик» российской компании ГЕРОФАРМ.
В январе 2024 года Правительство РФ выпустило постановление, разрешающее продавать на территории России аналоги «Оземпика» и других защищённых патентами препаратов Novo Nordisk, и группа компаний «ПРОМОМЕД» выпустила на рынок семаглутид под торговой маркой «Квинсента». В том же месяце российский «Завод Медсинтез» начал выпуск «Квинсенты».
Летом 2024 года на российский рынок был выведен третий аналог «Оземпика» — «Инсудайв».
С января по август 2024 года российские аптеки продали  около 830 тысяч упаковок семаглутида, из которых около 25,5 тысяч (около 3 %) — оригинальный «Оземпик».
На октябрь 2024 года в России было зарегистрировано семь препаратов, содержащих семаглутид, включая два от Novo Nordisk – «Оземпик» и «Ребелсас» в таблетированной форме.

## Фармакологические свойства

### Механизм действия
Семаглутид действует через инкретиновый путь — подобно ГПП-1 воздействует на рецепторы гормона глюкагона и подавляет секрецию глюкагона островками Лангерганса поджелудочной железы, что стимулирует секрецию ими инсулина и приводит к снижению уровня глюкозы и гликированного гемоглобина в крови.
Семаглутид также уменьшает потребление энергии пациентом за счёт снижения аппетита, тяги к еде и изменения пищевых предпочтений к менее калорийному рациону.

### Фармакодинамика
99 % попавшего в кровоток семаглутида связывается с альбумином плазмы крови: его молекула прикрепляется к альбумину участком с жирной кислотой. В дальнейшем 3% семаглутида выводится с мочой в неизменном виде, остальное — метаболизируется.
Метаболизм семаглутида в организме определяется расщеплением пептидной основы его молекулы протеазами и β-окислением находящейся в боковой цепи жирной кислоты.

### Фармакокинетика
Фармакокинетика семаглутида не зависит от возраста, пола, индекса массы тела, функции (недостаточности) почек и печени.
При подкожном введении семаглутида период его полувыведения составляет 165-168 часов, а равновесная концентрация в плазме крови достигается через 1-1,5 месяца при еженедельном подкожном введении препарата.
Биодоступность семаглутида составляет 89 %.

## Эффективность и безопасность
На 2021 год семаглутид признан эффективным средством для снижения веса у людей, страдающих ожирением, при этом, в отличие от других лекарств против ожирения, он крайне редко вызывает нежелательные побочные эффекты (известны редкие реакции со стороны желудочно-кишечного тракта). Более ранние препараты и процедуры, применяющиеся и применявшиеся для лечения ожирения, имеют сильные побочные эффекты — от аддикции при приёме амфетамина до осложнений при хирургической операции.
Эффект семаглутида не вечный, при прекращении его приёма избыточный вес, вероятнее всего, вернётся.
Британский медицинский регулятор предупреждает пациентов от самолечения семаглутидом и ему подобными препаратами против ожирения и диабета из-за их опасных побочных эффектов.

### Исследования
У пациентов с высоким риском сердечно-сосудистых заболеваний семаглутид значительно снижает частоту сердечно-сосудистых событий по сравнению с плацебо и стандартным лечением. В частности, по данным клинических исследований III фазы «SELECT», «SURMOUNT-1» и  «SURMOUNT-2», еженедельные инъекции 2,4 мг семаглутида (выпущенного Nordisk под названием Wegovy) снижают на 20 % частоту серьезных неблагоприятных сердечно-сосудистых событий в сравнении с плацебо.
Среди взрослых с избыточным весом или ожирением (без диабета) еженедельное подкожное введение семаглутида в сочетании с изменением образа жизни было связано со значительной, устойчивой, клинически значимой потерей веса в среднем на 14,9 %, при этом 86 % участников достигли потери веса не менее 5 %.
В исследовании влияния семаглутида на ожирение его приём продолжительностью 68 недель дал положительный эффект, который ранее был достижим только при хирургической операции: у 3/4 пациентов вес снизился на 10 % и более, у трети — более чем на 20 %, при этом в группе плацебо эффект снижения веса не превышал нескольких процентов (в среднем по группе — 2,4 %).
Если оценивать эффективность инъекционного семаглутида усреднённо, то есть без привязки к наличию или отсутствию сахарного диабета, следованию или нет комплексной программе изменения образа жизни (предполагает снижение калорийности рациона и повышенную физическую активность), степени приверженности лечению (комплаентность), за полтора года стабильной терапии можно добиться устранения 15,2 % избыточной массы тела.
Исследования в США показали, что приём семаглутида ведет к значительному снижению риска развития сразу десяти различных видов рака, связанного с ожирением. Это снижение  наиболее сильно проявилось для таких видов онкологии, как рак почки (снижение на 31%) и рак желчного пузыря (снижение в 2,85 раз).
В феврале 2024 года анализ медицинских данных более 4 миллионов пациентов компанией Epic выявил, что люди без диабета, принимающие семаглутид, на 37% реже страдали от депрессии и на 31% реже от тревожности. Эти результаты подтверждает мета-анализ 2023 года, показавший снижение депрессии у взрослых с диабетом при приеме GLP-1.

### Побочные эффекты
Наиболее частые побочные эффекты приёма семаглутида — преходящие желудочно-кишечные расстройства от легкой до умеренной степени тяжести. Из-за них некоторые люди прекращают приём лекарства. Среди таких расстройств чаще всего встречается тошнота, возникающая в основном в период увеличения дозы препарата (аналогичный эффект возникает при приёме лираглутида).
Семаглутид может вызывать заболевания желчного пузыря, в основном — холелитиаз, причём чаще, чем лираглутид.
У мышей длительный приём высоких доз семаглутида повышает риск развития опухоли щитовидной железы. Однако у человека подобный эффект не наблюдается.
Среди побочных явлений семаглутида имеются риск депрессии и риск воспаления поджелудочной железы
Выявлена связь между эректильной дисфункцией и приёмом семаглутида мужчинами, не страдающими диабетом .
Семаглутид может вызывать побочный эффект, приводящий к потере зрения — он может вызвать неартериитную переднюю ишемическую оптическую нейропатию (англ. NAION, заболевание зрительного нерва, вызванное нарушением кровоснабжения).

### Летальный исход
В Великобритании за 2024 год из 82 смертей у людей, лечивших свой диабет и ожирение препаратами тирзепатида, семаглутида и лираглутида (англ. Liraglutide), 29 смертельных случаев связаны с семаглутидом.